# Ezequiel Rescaldani
Ezequiel Rescaldani (Leones, 11 juni 1992) is een Argentijns voetballer die bij voorkeur als aanvaller speelt. Hij tekende in januari 2014 een contract voor een half jaar bij Málaga CF, dat zes maanden later de optie daarin lichtte en hem zo vastlegde tot medio 2018.

## Clubcarrière
Rescaldini debuteerde in het betaald voetbal in het shirt van CA Vélez Sarsfield, waarmee hij het op 24 september 2010 opnam tegen Club Olimpo in het kader van de Argentijnse Primera División. In maart 2012 werd hij voor enkele maanden uitgeleend aan Quilmes AC. In het seizoen 2014/15 kwam Rescaldani zevenmaal in actie voor Málaga CF, in de Spaanse competitie. Málaga verhuurde hem in juni 2015 voor één seizoen aan Puebla FC, dan actief in de Liga MX. Voor die club maakte Rescaldani op 29 juli 2015 zijn debuut, in een bekerwedstrijd tegen Club Celaya (0–0 gelijkspel). Een week eerder zat hij de hele wedstrijd op de reservebank tijdens de gewonnen wedstrijd om de Supercopa MX, tegen Monarcas Morelia (1–0).

## Erelijst
| Competitie                          |             |             |             |             |
| Competitie                          | Aantal      | Jaren       |             |             |
| Estudiantes                         | Estudiantes | Estudiantes | Estudiantes | Estudiantes |
| ----------------------------------- | ----------- | ----------- | ----------- | ----------- |
| Primera División (Winnaar Apertura) | 2x          | 2011, 2012  |             |             |
| Puebla                              |             |             |             |             |
| Supercopa MX (Winnaar Apertura)     | 1x          | 2015        |             |             |